# Roberto Orozco
José Roberto Orozco (São Paulo, 27 de dezembro de 1940 – São Paulo, 29 de dezembro de 1989) foi um ator brasileiro.
Começou a trabalhar como ator no Teatro, em 1962, na peça “Quatro Num Quarto“. Dois anos depois já estava na TV Tupi em “Sítio do Pica- Pau Amarelo“, vivendo primeiro o Leão Medroso e depois o Relógio.
Seu trabalho de maior sucesso foi o personagem Gugu, da primeira versão de Vila Sésamo, na TV Globo (1972). 
Morreu aos 49 anos vítima de Linfoma.

## Trabalhos na televisão
| Ano     | Título                          | Papel                | Notas                    |
| ------- | ------------------------------- | -------------------- | ------------------------ |
| 1989    | Sampa                           | Manuel               |                          |
| 1987    | Carmem                          | Roberto              |                          |
| 1986    | Tudo ou Nada                    | Honório              |                          |
| 1986    | Dona Beija                      | Afonso               |                          |
| 1985    | Um Sonho a Mais                 |                      | [ 2 ]                    |
| 1984    | Santa Marta Fabril S.A.         |                      |                          |
| 1983    | Sabor de Mel                    | Oliveira             |                          |
| 1983    | Fernando da Gata                |                      |                          |
| 1983    | Moinho de vento                 |                      |                          |
| 1982    | A Força do Amor                 | Álvaro               |                          |
| 1982    | Caso Verdade                    |                      |                          |
|         | Os Imigrantes: Terceira Geração | Antenor              |                          |
| 1981    | Os Imigrantes                   | Promotor             |                          |
| 1979    | Cabaret Literário               |                      |                          |
| 1972-77 | Vila Sésamo                     | Gugu                 |                          |
| 1968    | Os Amores de Bob                | Vareta               |                          |
| 1967-68 | Sítio do Picapau Amarelo        | Visconde de Sabugosa |                          |
| 1967    | Éramos Seis                     | Alfredo de Lemos     |                          |
| 1967    | Águias de Fogo                  |                      |                          |
| 1966    | O Ébrio                         |                      |                          |
| 1966    | Sangue Rebelde                  |                      |                          |
| 1965    | O Tirano                        | Miguel               |                          |
| 1965    | Amor de Perdição                | Simão                |                          |
| 1965    | As Professorinhas               | Zé Roberto           |                          |
| 1965    | Escrava do Silêncio             | Charles              |                          |
| 1965    | O Moço Loiro                    |                      |                          |
| 1964    | Sítio do Picapau Amarelo        |                      | Episódio: O Leão Medroso |
| 1964    | Sítio do Picapau Amarelo        | Príncipe             | Episódio: O Relógio      |
| 1963    | Encontro Com Vida               |                      |                          |
| 1963    | Quando Menos Se Espera          |                      |                          |
| 1963    | Teledrama                       |                      |                          |
| 1958    | As Aventuras de Tom Sawyer      |                      |                          |

## Trabalhos no cinema
| Ano  | Título                                     | Papel   |
| ---- | ------------------------------------------ | ------- |
| 1980 | Força Estranha                             |         |
| 1978 | Pecado se Nome                             |         |
| 1974 | O Signo de Escorpião                       |         |
| 1973 | O Detetive Bolacha contra o Gênio do Crime |         |
| 1971 | Mãos Vazias                                |         |
| 1970 | A Moreninha                                |         |
| 1967 | O Corintiano                               | Ricardo |
| 1966 | Três Histórias de Amor                     |         |